# Ibid.
Ibid. (latinsko, okrajšava besede ibidem — isto mesto) je izraz, ki je uporabljen pri opombah citatov ali navedbah virov v sklopu posameznih besedil. Pomensko je izraz ibidem podoben izrazu idem (okrajšava Id. - predstavlja nekaj, kar je bilo omenjeno pred tem)..

## Zgled
- 4. E. Vijh, Latinščina za telebane (New York: Academic, 1997), 23.
- 5. Ibid.
- 6. Id. na 29.

Referenca na št. 5 je ista kot na št. 4 (E. Vijh, »Latin for dummies« na strani 23), medtem ko se referenca št. 6 nanaša na isto delo, vendar drugo lokacijo, namreč stran 29.